# Angelika Stankiewicz
Angelika Anna Stankiewicz (ur. 31 marca 1995 w Warszawie) – polska koszykarka występująca na pozycjach rozgrywającej oraz rzucającej, obecnie zawodniczka Energi Krajowej Grupy Spożywczej Toruń.
6 stycznia 2020 dołączyła do niemieckiego Herner TC.
3 sierpnia 2020 została zawodniczką KS Basket 25 Bydgoszcz. 4 sierpnia 2022 dołączyła po raz kolejny w karierze do Energi Krajowej Grupy Spożywczej Toruń.

## Osiągnięcia
Stan na 22 lutego 2024, na podstawie, o ile nie zaznaczono inaczej.

### Drużynowe
Seniorskie
- Mistrzyni Polski (2018)[8]
- Brązowa medalistka mistrzostw Polski (2017)[9]
- Finalistka:
  - Pucharu Polski (2019)[10]
  - Superpucharu Polski (2020)[11]

Młodzieżowe
- Mistrzyni Polski:
  - juniorek starszych (2015)
  - kadetek (2011)[12]
- Brązowa medalistka mistrzostw Polski juniorek (2013)[13]

### Indywidualne
Seniorskie
- Największy postęp Energa Basket Ligi Kobiet (2019)[14]
- MVP kolejki EBLK (12 – 2022/2023)[15]
- Zaliczona do:
  - I składu:
    - PLKK (2016)[16]
    - pucharu Polski (2019)[17]
    - kolejki EBLK/OBLK (8, 12 – 2022/2023, 12 – 2023/2024)[18][19][20]

  - składu:
    - najlepszych zawodniczek krajowych PLKK (2016 przez Eurobasket.com)
    - honorable mention I ligi polskiej (2014 przez Eurobasket.com)

Młodzieżowe
- MVP mistrzostw Polski:
  - juniorek starszych (2015)
  - kadetek (2011)[12]
- Zaliczona do I składu mistrzostw Polski :
  - juniorek (2013)[13]
  - juniorek starszych (2014)

### Reprezentacja
- Mistrzyni Europy U–18 dywizji B (2013)
- Uczestniczka: 
  - kwalifikacji do mistrzostw Europy (2016/17)
  - mistrzostw Europy:
    - U–20 (2014 – 6. miejsce, 2015 – 7. miejsce)
    - U–18 (2012 – 14. miejsce)
    - U–16 (2011 – 15. miejsce)
- Zaliczona do (przez eurobasket.com): 
  - I składu Eurobasketu U–18 Dywizji B (2013)
  - Honorable Mention Eurobasketu U–20 (2014)